# 黑海腔鱸
黑海腔鱸為輻鰭魚綱鱸形目鱸亞目河鱸科的其中一種，分布於歐洲多瑙河下游、黑海西北部的淡水、半鹹水流域，本魚體乳白色，腹部銀白色，魚鰭透明，體長可達10公分，棲息在泥底質的河口、河川下游，屬肉食性，以無脊椎動物為食，繁殖期在5月至6月，可做為食用魚。

## 命名
本魚學名由芬蘭生物學家亞歷山大·馮·諾德曼於1840年命名。
本魚的種小名「demidoffii」來自俄羅斯實業家、外交家及藝術庇護者阿納托利·尼古拉耶維奇·傑米多夫的姓氏，他在1837年到1838年組織了科學考察隊到克里米亞半島，收集到了本魚的模式標本，諾德曼便以此致敬。

## 分布
本魚為淡水魚、半鹹水、大洋底棲性魚種，主要分布于歐洲黑海盆地西北部的多瑙河、德涅斯特河、南布格河和第聶伯河周邊的淡水與半鹹水流域，包括河口灣及海岸湖泊。所在國家包括了摩爾多瓦、羅馬尼亞及烏克蘭。
本魚為溫帶魚類，分布範圍從北緯48度至北緯45度、東經30度至東經41度。

## 形態
本魚為小型魚類，最大體型10公分標準體長。體形為紡錘形。背鰭2片，第一背鰭硬棘9-12枚、第二背鰭硬棘2-3枚，軟條10-13枚，無脂鰭，臀鰭硬棘2枚、軟條8-11枚、脊椎33枚，腹鰭胸位，在背鰭起點之前。
本魚與亞速海腔鱸（P. maeotica）的差別在於，本魚頰部無鱗，體膜和鰭膜幾乎透明；背部乳白色，無暗斑；沿背鰭基部有8-9個灰色圓形或不規則形狀的斑點。

## 生態
本魚成群棲息於淡水及半鹹水，鹽度可達7ppt，大量集聚約5米深的黑泥質底部。主食為各種底棲無脊椎動物。
本魚在每年5月至6月繁殖，會在河口灣及潟湖鹽度較低處產卵，黏性卵會散布在泥質底部，魚苗孵化數日後會移動到水面覓食成長。
本魚魚群常河流下游及潟湖活動，但由於當地大河目前都建了水壩，導致入海河水減少而使鹽度上升，可能會危及本魚的種群數量。

## 經濟
本魚非經濟用魚。

## 保護現狀
國際自然保護聯盟在1996年評估本魚為易危，2011年改善為近危。
截至2023年，本魚的分布相對廣闊，且未見任何重大威脅，第聶伯河下游的種群還在擴大範圍。因此，國際自然保護聯盟對本魚於歐盟27國及全球的情況評估為無危物種。